# Mi querido Tom Mix
Mi querido Tom Mix és una pel·lícula mexicana estrenada el 25 de desembre de 1992. Dirigida per Carlos García Agraz, protagonitzada per Ana Ofelia Murguía i Eduardo Palomo.

## Sinopsi
Ocotito, un poblet del nord mexicà dels anys trenta, és l'escenari on transcorre la plàcida vida de Joaquina, una bondadosa dona soltera la set d'aventures de la qual la porta totes les tardes a l'únic cinema de la localitat, on es projecten sèries d'episodis. Les favorites de Joaquina són les de Tom Mix, el mític cowboy del cinema mut hollywoodenc. Quan la colla de Pancho "El Largo" amenaça la tranquil·litat del poble, Joaquina no dubte a escriure-li a l'únic heroi que ella sap que pot salvar-los.

## Repartiment
- Ana Ofelia Murguía - Joaquina
- Eduardo Palomo - Tom Mix
- Federico Luppi - Domingo
- Manuel Ojeda - Evaristo
- Mercedes Olea - Antonia
- Damián García Vázquez - Felipe
- René Pereyra - Don Marcial
- Eduardo Casals - Pancho "el largo"

## Premis i reconeixements
Premi Ariel (1993)
| Categoria                | Persona             | Resultat |
| ------------------------ | ------------------- | -------- |
| Millor Actriu            | Ana Ofelia Murguía  | Nominada |
| Millor Argument Original | Consuelo Garrido    | Nominat  |
| Millor Òpera Prima       | Carlos García Agraz | Nominat  |

Festival de Cinema de l'Havana
| Any  | Categoria     | Persona            | Resultat   |
| ---- | ------------- | ------------------ | ---------- |
| 1991 | Millor Actriu | Ana Ofelia Murguía | Guanyadora |